# Chromatomyia aprilina
Chromatomyia aprilina is een vliegensoort uit de familie van de mineervliegen (Agromyzidae). De wetenschappelijke naam werd gepubliceerd in 1851 door Goureau.

## Kenmerken
Dit is een kleine vlieg waarvan de larven een mijn vormen in de bladeren van soorten als wilde kamperfoelie (Lonicera periclymenum) en sneeuwbes (Symphoricarpos albus). De mijn is aanvankelijk stervormig, maar naarmate de larven groeien, worden de tunnels rechter. Deze soort is wijdverspreid en waarschijnlijk algemeen in heel West-Europa.